# Mesochorus matucanae
Mesochorus matucanae là một loài tò vò trong họ Ichneumonidae.